# Giże (Olecko)
Giże ist ein kleiner Ort in der polnischen Woiwodschaft Ermland-Masuren und gehört zur Stadt-und-Land-Gemeinde Olecko (Marggrabowa, umgangssprachlich auch Oletzko, 1928–1945 Treuburg) im Powiat Olecki (Kreis Oletzko/Treuburg).
Der Weiler (polnisch osada) liegt in der östlichen Mitte der Woiwodschaft Ermland-Masuren, acht Kilometer westlich der Stadt Olecko.
Über das Gründungsdatum und die Historie des kleinen Ortes ist nichts belegt. An den Ort grenzt im Süden das bereits zur Gmina Świętajno gehörende gleichnamige Dorf Giże (deutsch Giesen). Eine deutsche Bezeichnung sowie geschichtliche Zusammenhänge beider Orte sind ebenfalls nicht belegt.

## Religionen
Kirchlich orientieren sich die Einwohner zur katholischen Pfarrkirche in Olecko oder zur Pfarrkirche in Świętajno im Bistum Ełk der Römisch-katholischen Kirche in Polen bzw. zur evangelischen Kirchengemeinde in Świętajno, einer Filialgemeinde der Pfarrei Giżycko in der Diözese Masuren der Evangelisch-Augsburgischen Kirche in Polen.

## Verkehr
Verkehrsmäßig ist Giże – mit einem „Abstecher“ zum gleichnamigen Dorf Giże – über eine untergeordnete Nebenstraße an die Kreisstadt Olecko und an die dort verlaufende polnische Landesstraße DK 65 (frühere deutsche Reichsstraße 132) angebunden. Ein Bahnanschluss existiert nicht.